# Feliu Elias i Bracons
Feliu Elias i Bracons (Barcelona, 8 d'octubre de 1878 - Barcelona, 7 d'agost de 1948) va ser un dibuixant, caricaturista, pintor, il·lustrador i crític d'art català, conegut popularment pels seus pseudònims Apa (per al dibuix humorístic i la caricatura) i Joan Sacs (per a la teoria de l'art i l'escriptura). Com a pintor, signava amb el seu nom propi. És un dels dibuixants d'humor més destacats de la primera meitat del segle xx. Pot considerar-se'l, juntament amb Rafael Benet, el primer historiador rigorós de l'art català modern.

## Biografia
Fill de Jaume Elias, fabricant tèxtil de Sabadell, i de Maria Bracons i Roca. Va estudiar al Cercle Artístic de Sant Lluc i al Cercle Artístic de Barcelona. Comença a col·laborar a la revista ¡Cu-Cut! (on signa per primera vegada Apa el 24 de desembre de 1902), Garba (1905-1906) i El Poble Català fins que el 1908 funda i dirigeix el setmanari d'humor Papitu, una de les més importants publicacions humorístiques catalanes de tots els temps.
Va ser expulsat de la redacció del ¡Cu-Cut! per publicar acudits al Papitu contra la Lliga Regionalista, que editava La Veu de Catalunya i ¡Cu-Cut!.
El 1911 el govern suspèn les garanties constitucionals i Apa, jutjat per la Llei de Jurisdiccions, ha d'abandonar la direcció del Papitu i fugir a París per evitar una condemna per haver publicat una sèrie de dibuixos en aquesta revista. Des d'allà col·labora amb les publicacions Picarol (1912) i La Rialla (1913).
Torna a Catalunya, on funda la Revista Nova (1914) i col·labora amb La Piula (1916), L'Estevet (1921-1923), Bella Terra (1923-1927), La Mainada (1921-1923), Virolet (1922-1931), El Borinot (1923-1927), El Sr. Daixonses i la Sra. Dallonses (1926), Jordi (1928) o Mirador (1929-37) i a La Publicitat on farà des de 1922 un acudit diari a la primera pàgina. També col·laborà en prestigioses revistes franceses, com Paris Journal, Paris Midi, l'Assiette au Beurre o Formes.
Així mateix, són destacables les seves portades a la revista Iberia (1915-1918) defensant la causa aliada durant la primera Gran Guerra, dibuixos que es recolliran al llibre Kameraden, una edició trilingüe publicada a França amb un pròleg del dibuixant francès Sem, i un estudi del prestigiós John Grand-Carteret. Les caricatures favorables a la causa aliada li van valdre la distinció de la Gran Creu de la Legió d'Honor. Fou també un destacat il·lustrador i pintor, sobretot cap als darrers anys de la seva vida, participant en un gran nombre d'exposicions.
Exercí de professor de l'Escola de Bibliotecàries, l'Escola Superior de Bells Oficis i l'Escola Elemental del Treball.
El 1923 participà en la fundació de la Unió Socialista de Catalunya, de la junta directiva de la qual fou membre com a vocal de cultura. També fou un assidu col·laborador de la revista socialista Justícia Social, des d'on criticà el realisme socialista.
A l'inici de la Guerra Civil, s'exilià per por a represàlies de la FAI, per no retornar fins passats el Fets de maig. Durant els darrers mesos de la guerra pronuncià conferències radiofòniques sobre estètica marxista. Un cop exiliat i començada la Segona Guerra Mundial, va ser internat en un camp de concentració del règim de Vichy.
Es va casar amb Emília Cornet i Palau, germana de Gaietà Cornet i Palau. La seva filla Elvira Elias i Cornet fou una destacada il·lustradora i escriptora de llibres infantils i cançoners.

## Crítica d'art
Escrigué un gran nombre de textos sobre art a molt diverses publicacions, i unes interessants monografies sobre artistes coetanis (Benet Mercadé, Simó Gómez, Enric Monserdà, Joan Brull…), entre la que destaca la de Xavier Nogués (Quaderns blaus, 1926) pel que té de testimoni personal. Resta inèdita una monografia sobre la història del llibre il·lustrat a Catalunya, de la que se'n conserva una fotocòpia del mecanoscrit a la Biblioteca de Catalunya.
La seva obra en dos volums L'escultura catalana moderna (1926-28) és encara ara una font imprescindible sobre aquest tema. Entre molts altres llibres, l'any 1931 edità un interessant assaig sobre el dibuix d'humor: L'Art de la caricatura.

## Estil
Els dibuixos de l'Apa, d'acurada factura, carregats de sàtira intel·ligent i implacable, constitueixen una clarivident mostra dels tipus i costums del primer quart del segle xx, i estan sense cap mena de dubte entre els dibuixos d'humor més agosarats que mai s'han fet en aquest país. N'hi ha originals a la Biblioteca de Catalunya.
Els seus orígens artístics cal ubicar-los prop del Noucentisme al costat d'Eugeni d'Ors de qui es va anar distanciant per practicar un Noucentisme crític enfront de la visió idealista del mateix D'Ors.
Com a pintor va començar influït per l'estil postmodernista català d'Isidre Nonell, a qui havia contractat com a col·laborador a la seva revista Papitu, per passar a conrear un Realisme molt detallista, amb el qual aconsegueix una atmosfera màgica que de vegades mostra detalls paral·lels a l'Hiperrealisme. És un estil molt proper a la Neue Sachlichkeit germànica coetània.

## Obres destacades

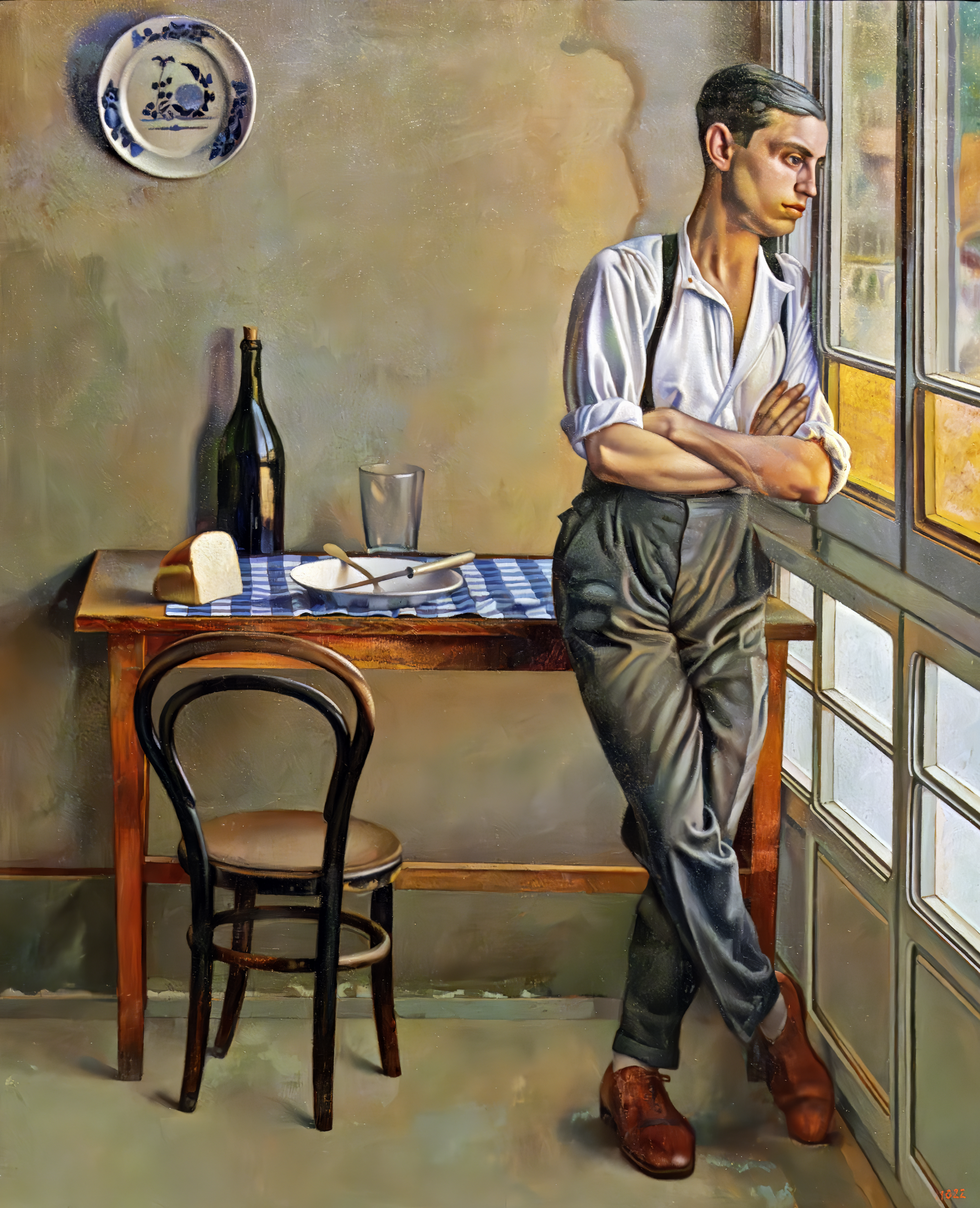
La galeria (al MNAC)

### Pintura
- La galeria (al MNAC)[12]

### Literatura
- Vida i mort dels barcelonins.

### Història de l'art
- L'art de la caricatura.

## Llegat
La tardor de 2022 el Museu Nacional d'Art de Catalunya li dedicà l'exposició monogràfica Feliu Elias. La realitat com a obsessió. L'exposició va intentar descobrir la seva personalitat polièdrica i sempre polèmica i va estar oberta fins al 10 d’abril de 2023.